# A Bar Song (Tipsy)
«A Bar Song (Tipsy)» — песня американского кантри-певца Shaboozey, вышедшая 12 апреля 2024 года на лейбле Republic Records в качестве четвёртого сингла студийного альбома Where I’ve Been, Isn’t Where I’m Going. Она была написана Shaboozey, Nevin, Шон Куком, Марком Уильямсом, а продюсером выступили Nevin и Шон Кук.
Песня стала популярной в мире, вошла в чарты многих стран, достигнув первого места в Австралии, Ирландии, Канаде, Норвегии, США и Швеции, топ-10 в Новой Зеландии, Великобритании. «A Bar Song (Tipsy)» сместил с первого места кантри-чарта Billboard Hot Country Songs сингл «Texas Hold 'Em» певицы Бейонсе, что стало первым случаем в истории когда чернокожий артист сменил другого в кантри-чарте США.

## История
Shaboozey, чьё настоящее имя Collins Obinna Chibueze, выпустил песню «A Bar Song (Tipsy)» в апреле 2024 года. Песня интерполирует музыку сингла американского рэпера J-Kwon 2004 года «Tipsy». Ранее Shaboozey стал гостем на двух треках альбома Бейонсе Cowboy Carter, который четвёртую неделю возглавляет Топ кантри-альбомов: «Spaghettii» (вместе с Линдой Мартелл) и «Sweet * Honey * Buckiin'». Ранее он сказал Billboard, что он «так счастлив, что такой мощный артист выбрал путь в кантри, так что это потрясающе — быть частью этого». Но его карьера началась ещё в 2017 году, когда он подписал контракт с Republic Records и выпустил песню под названием «Jeff Gordon».
Лирически песня «A Bar Song (Tipsy)» повествует о рассказчике, который расстроен из-за тяжёлой работы на своём рабочем месте и вымещает своё разочарование, распивая алкоголь в баре. Он также беспокоится о продуктах и бензине, пока его возлюбленная покупает дорогую сумку Birkin. Кантри-волны в музыке Shaboozey — это скорее полутона, чем явная связь с жанром. Shaboozey отдает должное J-Kwon за оригинальный трек «Tipsy» и его роль в успехе его песни и включил его авторов в список соавторов своей песни.

## Отзывы
Крис Моланфи из Slate написал, что «A Bar Song» «сочетает в себе детскую считалочку из оригинального рэп-хита Джей-Квона… с более взрослыми проблемами, которые отражают наше нынешнее национальное недомогание» и «одновременно является цифровым, культурно олдскульным и американским, как кепка дальнобойщика». Эшли Пойнтер из NPR описала песню как «заразительный хук, заключающий в себе шумную энергию, созданную для празднований и пения».

### Итоговые списки
Rolling Stone назвал трек 3-й лучшей песней 2024 года, заявив, что «Shaboozey перенял факел кантри-хип-хопа от Lil Nas X времен „Old Town Road“ и на полной скорости помчался к этому хмельному месту номер один. Песня „A Bar Song (Tipsy)“ избавлена от трэп-битов его предыдущей музыки, воскрешает шумный клубный хит Джей-Квона 2004 года „Tipsy“ и заводит вас так же сильно. Гитара, невнятная скрипка, двойная порция Jack Daniel’s и женщины, танцующие на столах, гарантируют, что вы никогда не попадете на ту вечеринку в центре города. Что, наверное, и хорошо: Здесь есть все, что нужно для главной летней вечеринки».
| Публикация | Список                 | Ранг | Ссылка |
| ---------- | ---------------------- | ---- | ------ |
| NPR        | 124 Best Songs of 2024 | н/д  | [ 7 ]  |

## Коммерческий успех
4 мая 2024 года сингл поднялся на первое место американского кантри-чарта Billboard Hot Country Songs. Сменив на первом месте песню Бейонсе «Texas Hold 'Em» (которая была 10 недель на № 1), она впервые в истории позволила двум чернокожим исполнителям подряд занять первое место. Неделей ранее Шабузи поднялся на 1-е место с 34-го места в чарте Emerging Artists, а трек «A Bar Song (Tipsy)» возглавил рейтинги Digital Song Sales и Country Digital Song Sales, отметив свои первые коронации в чартах Billboard. 4 мая он вторую неделю возглавляет чарт Emerging Artists, а трек второй раз возглавляет чарт Country Digital Song Sales.
Сингл также возглавлял Digital Song Sales наибольшее количество недель (7 недель на 6 июля 2024) для солистов в 2020-х годах и второе место среди всех исполнителей.
13 июля 2024 года сингл возглавил Billboard Hot 100, пробыв во главе его рекордные 19 недель. Песня 45 недель (на 24 мая 2025 года) была в топ-5 в чарте Hot 100 и 43 недели была на первом месте в Hot Country Songs.

## Чарты
| Чарт (2024)                                      | Высшая позиция |
| ------------------------------------------------ | -------------- |
| Австралия (ARIA)                                 | 1              |
| Австралия (Country Hot 50, The Music)            | 1              |
| Австрия (Ö3 Austria Top 40)                      | 3              |
| Бельгия/Фландрия (Ultratop 50)                   | 1              |
| Бельгия/Валлония (Ultratop 50)                   | 8              |
| Канада (Billboard Canadian Hot 100)              | 1              |
| Канада (Billboard AC)                            | 5              |
| Канада (Billboard CHR/Top 40)                    | 1              |
| Канада (Billboard Country)                       | 1              |
| Канада (Billboard Hot AC)                        | 1              |
| Чехия (Rádio — Top 100)                          | 21             |
| Чехия (Singles Digitál Top 100)                  | 50             |
| Германия (GfK)                                   | 14             |
| Дания (Tracklisten)                              | 8              |
| Финляндия (Suomen virallinen lista)              | 50             |
| Мир (Billboard Global 200)                       | 3              |
| Ирландия (IRMA)                                  | 1              |
| Нидерланды (Dutch Top 40)                        | 2              |
| Нидерланды (Single Top 100)                      | 8              |
| Новая Зеландия (Recorded Music NZ)               | 3              |
| Норвегия (VG-lista)                              | 1              |
| Португалия (AFP)                                 | 91             |
| Словакия (Rádio — Top 100)                       | 33             |
| Словакия (Singles Digitál Top 100)               | 29             |
| Швеция (Sverigetopplistan)                       | 1              |
| Швейцария (Schweizer Hitparade)                  | 4              |
| Великобритания (OCC UK Singles)                  | 3              |
| Великобритания UK Country Airplay (Radiomonitor) | 1              |
| Великобритания (OCC UK Indie)                    | 1              |
| США (Billboard Hot 100) ·                        | 1              |
| США (Billboard Adult Contemporary)               | 9              |
| США (Billboard Adult Pop Airplay)                | 1              |
| США (Billboard Country Airplay)                  | 1              |
| США (Billboard Hot Country Songs)                | 1              |
| США (Billboard Pop Airplay)                      | 1              |
| США (Billboard R&B/Hip-Hop Airplay)              | 49             |
| США (Billboard Rhythmic)                         | 3              |

| Чарт (2024)                       | Позиция |
| --------------------------------- | ------- |
| Australia (ARIA)                  | 2       |
| Austria (Ö3 Austria Top 40)       | 10      |
| Belgium (Ultratop Flanders)       | 7       |
| Canada (Canadian Hot 100)         | 1       |
| CIS Airplay (TopHit)              | 15      |
| Denmark (Tracklisten)             | 20      |
| Estonia Airplay (TopHit)          | 11      |
| Germany (GfK)                     | 36      |
| Global 200 (Billboard)            | 6       |
| Iceland (Tónlistinn)              | 8       |
| Netherlands (Dutch Top 40)        | 1       |
| Netherlands (Single Top 100)      | 16      |
| New Zealand (Recorded Music NZ)   | 6       |
| South Africa (TOSAC)              | 8       |
| Sweden (Sverigetopplistan)        | 1       |
| Switzerland (Schweizer Hitparade) | 11      |
| UK Singles (OCC)                  | 6       |
| US Billboard Hot 100              | 2       |
| US Adult Contemporary (Billboard) | 36      |
| US Adult Top 40 (Billboard)       | 12      |
| US Country Airplay (Billboard)    | 8       |
| US Hot Country Songs (Billboard)  | 1       |
| US Mainstream Top 40 (Billboard)  | 11      |
| US Rhythmic (Billboard)           | 24      |

## Сертификации
| Регион | Сертификация  | Продажи    |
| --- | ------------- | ---------- |
| Австралия (ARIA) | 2× Платиновый | 140 000    |
| Бельгия (BEA) | Платиновый    | 40 000     |
| Дания (IFPI Danmark) | Платиновый    | 90 000     |
| Франция (SNEP) | Золотой       | 100 000    |
| Италия (FIMI) | Золотой       | 50 000     |
| Новая Зеландия (RMNZ) | 2× Платиновый | 60 000     |
| Испания (PROMUSICAE) | Золотой       | 30 000     |
| Великобритания (BPI) | 2× Платиновый | 1 200 000  |
| США (RIAA) | 5× Платиновый | 5 000 000  |
| Стриминг |               |            |
| Швеция (GLF) | Платиновый    | 12 000 000 |
| Данные о продажах + прослушиваниях приведены только на основе сертификации. · Данные только о прослушиваниях приведены на основе сертификации. |               |            |